# Eminella
Eminella is een monotypisch geslacht van spinnen uit de  familie van de Philodromidae (renspinnen).

## Soort
- Eminella ctenops Mello-Leitão, 1940